# سد اندانگ
سد اندانگ (به لاتین: Andong Dam) یک سد خاکی و نیروگاه برقابی در کره جنوبی است که در آندونگ واقع شده‌است.